# لوئیس بوکستون
لوئیس بوکستون (انگلیسی: Lewis Buxton؛ زادهٔ ۱۰ دسامبر ۱۹۸۳) یک بازیکن فوتبال اهل بریتانیا است.